# Corydoras brevirostris
Corydoras brevirostris (Fraser-Brunner , 1947) è un pesce osseo d'acqua dolce, appartenente alla famiglia Callichthyidae. Il primo esemplare noto era un pesce trovato in un affluente dell'Orinoco, poi allevato in un acquario.

## Distribuzione e habitat
È endemico del bacino del fiume Orinoco e di alcuni corsi d'acqua del Suriname, in America meridionale.

## Descrizione
La taglia massima raggiunge 5 cm. La colorazione è pallida con molte macchie scure di cui una, ampia, passa dall'occhio. Striature sono presenti anche sulle pinne; in particolare la colorazione della pinna caudale permette la distinzione dal molto simile Corydoras melanistius.

## Biologia

### Comportamento
Trascorre la maggior parte del tempo sul fondo; spesso forma piccoli gruppi.

### Alimentazione
È onnivoro.

## Acquariofilia
Può essere allevato in acquario, dove si riproduce.